# Is III
Is III är en form av fast materia som består av tetragonal kristall is, som formas genom nedkylning av vatten ner till 250 K vid 300 MPa. Med en densitet av 1160 kg/m3 (vid 350 MPa) är den minst kompakta formen av vatten fas vid högt tryck. Proton-ordnad form av is III är is IX.
Vanlig vattenis är känt som is Ih, (i Bridgman nomenklatur). Olika typer av is från is II till is XV, har skapats i laboratorier vid olika temperaturer och tryck.